# Perp walk
Perp walk (abréviation de perpetrator walk, littéralement, « marche de celui qui a perpétré [le crime] ») est un terme familier de l'anglais américain désignant la pratique policière de faire intentionnellement parader en public un suspect arrêté pour que les médias puissent enregistrer l'événement. Généralement, le suspect est menotté et revêt un uniforme de prisonnier.

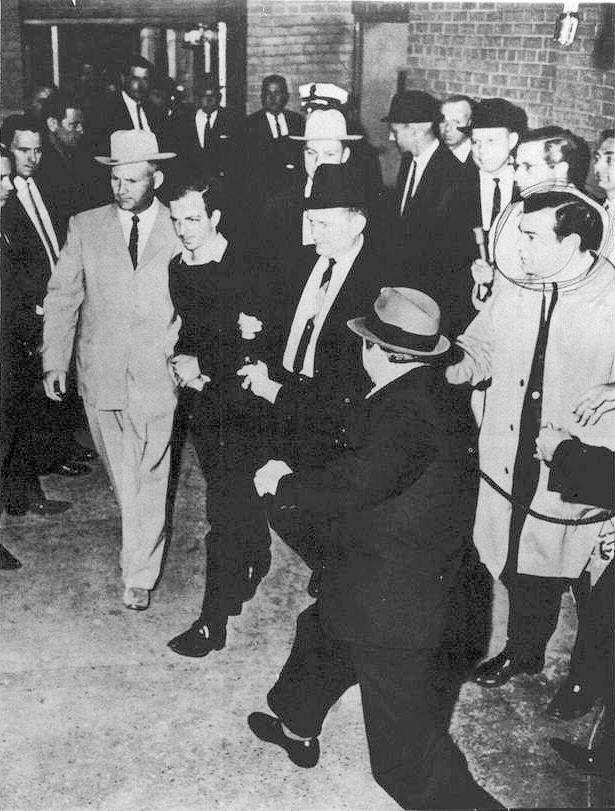
Le meurtre de Lee Harvey Oswald lors d'une perp walk

La cour d'appel des États-Unis pour le deuxième circuit a estimé le perp walk conforme à la Constitution américaine dans la mesure où le prévenu doit être déplacé d'un endroit à un autre. Dans l'arrêt Lauro v. Charles, du 28 juillet 2000, elle indique son illégalité lorsqu'aucun déplacement du prévenu n'est effectué, dans la mesure où il viole le quatrième amendement de la Constitution. Dans l'affaire Caldorola v. County of Westchester, la juge fédérale Colleen McMahon est convenue avec les plaignants que les arrestations avaient été « chorégraphiées », mais a distingué leurs marches de celle de Lauro : « Les images tournées dans cette affaire étaient "de la télé-réalité". Les arrestations filmées sont une activité légitime de maintien de l’ordre - et non un événement entièrement fictif. » En conclusion, elle est allée plus loin que la cour d’appel dans l'affaire Lauro.
C'est au cours d'un de ces perp walk que Lee Harvey Oswald, suspecté de l'assassinat de John Fitzgerald Kennedy, fut abattu par Jack Ruby.
Le perp walk de Dominique Strauss-Kahn, à la suite de l'affaire du Sofitel, est décrié par une partie de la classe politique française.